# 할렉

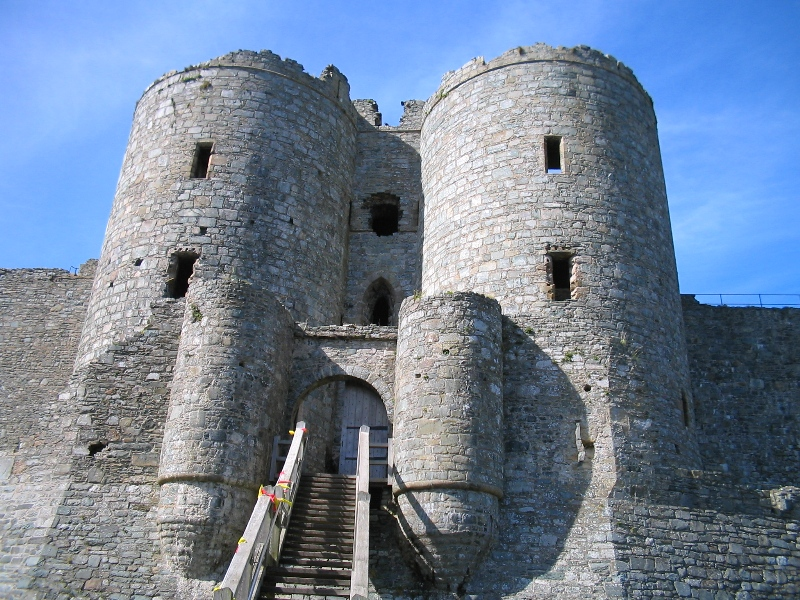
할렉 성

할렉(웨일스어: Harlech)은 웨일스 귀네드 중부에 위치한 도시로 인구는 1,447명(2011년 기준)이다. 트레마도그 만(Tremadog Bay)과 접한 휴양 도시이다. 할렉에 위치한 대표적인 건축물로는 1283년 잉글랜드의 에드워드 1세 국왕에 의해 건립된 할렉 성이 있다.

## 저명한 출신
- 오와인 글린두르
- 필립 풀먼: 소설가